# Torquato Nanni
Torquato Nanni (Santa Sofia, 4 febbraio 1888 – Malacappa, 22 aprile 1945) è stato un politico e scrittore italiano.

## Biografia
Socialista, da giovane fu intimo amico di Benito Mussolini, con cui intrattenne una fitta corrispondenza epistolare. Fu autore della prima biografia del futuro Duce, che uscì alla metà del febbraio 1915 nelle edizioni de La Voce di Giuseppe Prezzolini. Avvocato, nel marzo 1912 fu eletto sindaco del suo paese, primo esponente del Partito Socialista (PSI) a rivestire tale incarico. Favorevole all'intervento italiano nella prima guerra mondiale, in contrasto con le posizioni neutralistiche del PSI, fu direttore, assieme a Guido Bergamo e a Maria Rygier, del giornale interventista La riscossa, fondato a Bologna nel 1915. Strinse amicizia con Leandro Arpinati, giovane socialista di Civitella (9 km da Santa Sofia) passato dall'anarchismo all'interventismo, e iniziò una collaborazione con Il Popolo d'Italia, il giornale fondato da Mussolini.
Nonostante la posizione interventista, Nanni non si allontanò mai dal socialismo e rimase estraneo al processo di ascesa del fascismo. Dopo la Marcia su Roma stava per essere linciato dagli squadristi fiorentini, guidati da Amerigo Dumini, ma fu salvato grazie all'intervento dell'amico Arpinati. Durante il Ventennio dovette rinunciare alla politica attiva, pur continuando a svolgere attività giornalistica e pubblicistica. Promotore della Resistenza sugli Appennini forlivesi, verso la fine della guerra si rifugiò presso il vecchio amico Leandro Arpinati, uno dei massimi gerarchi fascisti che era stato espulso dal partito e condannato al confino per poi ritirarsi a vita privata nella campagna bolognese. Venne ucciso il 22 aprile 1945 da alcuni partigiani gappisti mentre cercava di far scudo col proprio corpo al suo amico Arpinati. Il gesto eroico fu celebrato dal poeta Ezra Pound nei Canti pisani (Canto 91).

## Opere principali
- Torquato Nanni, Benito Mussolini, Firenze, Libreria della Voce, 1915.
- Torquato Nanni, Bolscevismo e fascismo al lume della critica marxista, Bologna, Cappelli, 1924.
- Torquato Nanni, Profondità di vita; esame storico degli istinti fondamentali, Milano, Fratelli Bocca Editori, 1942.